# Nowruz
Nevruzul  (sau Nowruz ) este o sărbătoare închinată focului și purității care coincide, conform calendarului solar iranian, cu prima zi a anului. Își are originile în zoroastrism, aparent cea mai veche religie a omenirii , religia popoarelor din Asia Centrală, Iran (Kurdistan) și Azerbaidjan, fondată de către profetul persan Zarathustra (Zoroastru), ale cărui învățături au fost scrise în Avesta, la începutul mileniului II î.Hr., fiind o religie caracterizată de dualismul binelui și răului; adepții săi îl venerează pe Ahura Mazda.	
Numele sărbătorii este dat, de fapt, de un cuvânt compus, de origine persană, format din cuvintele nev – „nou” și ruz – „zi”, cu înțelesul de „ziua cea nouă”. Prin chiar etimologia cuvintelor care intră în alcătuirea denumirii sale, sărbătorea implică, așadar, ideea de renaștere, de reînnoire, de început al unui nou ciclu.
Sărbătoarea, care în Iran se numește Nowruz și simbolizează urcarea pe tron a regelui Jamshid, poartă în unele zone din Anatolia numele de Mart Dokuzu ("9 martie") sau Bereket Bayramı ("Sărbătoarea Belșugului"); ei îi sunt atribuite semnificații religioase care se asociază tot cu ideea de început, de schimbare, de trecere la o nouă etapă sau la un nou ciclu; ea este asimilată, de pildă, cu ziua de naștere a califului Ali, cu ziua căsătoriei sale cu Fatima, cu ziua în care Dumnezeu a făcut ca ziua să fie egală cu noaptea sau cu ziua în care a încetat potopul, iar arca lui Noe a ajuns pe uscat; în plus, pentru turci reprezintă și ziua elibărării din valea Ergenekon. Din punct de vedere astronomic, această zi reprezintă venirea primăverii astronomice, moment ce coincide cu echinocțiul de primăvară și ieșirea Soarelui din zodia Peștilor, concomitent cu intrarea sa în zodia Berbecului.
Tot Zoroastru este și cel care a făcut ca ziua în care se sărbătorește Nevruzul să coincidă cu ziua echinocțiului de primăvară, care este o veche sărbătoare a începutului acestui anotimp, închinată de asemenea focului, ce poate fi interpretată ca începutul anotimpului când Binele răpune Răul și ca o ocazie de comemorare a ultimei zile de existență a lumii, respectiv prima zi a vieții veșnice. O alta credință zoroastriană este și cea conform căreia exact la jumătatea zilei de Nouruz, revine de sub pământ Rapithwa, spiritul aducător de căldură și lumină.

## Nevruzulîn Iran
Nouruzul este, de fapt, o parte a unei serii de ceremonii la care participarea este aproape unanimă. Sărbătorirea începe cu charșambe-ye suri, ultima zi de miercuri din an, unde este foarte evident cultul focului; în această zi există obiceiul ca oamenii să aprindă un foc peste care sar. Conform credinței zoroastriene, sufletele morților coboară pe pământ pentru zece zile, veghind asupra vieții. Acest eveniment trebuie întâmpinat într-un mod special și, în același timp, demn; așadar pentru satisfacerea acestor cerințe, prezența focului sfânt și creator este imperios necesară.
Deși pe parcusul timpului au intervenit diverse schimbări în ceremonialul focului, ajungându-se la un anumit specific, în funcție de zonă, trăsăturile sale esențiale și credința în el continuă să dăinuie prin diverse obiceiuri. Un alt obicei presupune ca cel mai respectat bărbat din familie să aprindă, la lăsarea serii, trei sau șapte gramezi de vreascuri. Acesta le aprinde pe rând, sare apoi peste ele, acțiune ce este repetă apoi și de toate celelalte persoane prezente, prilej cu care se recită în cor, în funcție de zonă, diverse versuri, ca de exemplu: „Du-te tristețe, vino bucurie./Pleacă săracie, apropie-te pâine./Ia-mi paloarea focule, dă-mi roșeața ta !”; “Ție gălbeneala, mâhnirea, mie roșeala și bucuria.”.

#### MasaHaft Sin
Ajunul Nouruzului este momentul în care întreaga casă este luminată, fiind momentul în care este pregătită masa haft sin (”șapte sin-uri”), adică o țesătură ce se întinde pe covor peste care se așează o oglindă, lumânari în număr egal cu cel al membrilor familiei, care vor arde pentru sănatatea acestora , un Coran, o pâine mare, un vas cu apă pe care plutește o frunză după mișcarea căreia se va stabili exact momentul intrării Soarelui în zodia Berbecului (moment ce se mai stabilește și prin rotirea unui ou pe suprafața oglinzii), o sticlă cu apă de trandafiri, fructe, un pește mic, viu de culoare roșie, lapte acru, lapte dulce, brânză, ouă roșii și cele șapte alimente al caror nume în limba persană începe cu litera S și se scriu cu litera ’’sin’’, de unde vine și numele mesei. Aceste alimente sunt: 
- sepand (plantă medicinală, folosită în medicina populară despre care se crede că are puteri miraculoase și că apără de deochi),
- sib (măr),
- siyah-dane (semințe negre, de la diverse plante),
- senged (măslină sălbatică),
- somaq (un condiment ce se obține măcinând un anume fruct roșu, acrișor),
- serke (oțet),
- sir (usturoi),
- sabzi (grâu sau linte încolțite),
- samanu (mâncare tradițională, preparată din zeamă de grâu încolțit și făină).

Același platou haft sin este regăsit și pe sofre-ye xage xezr – masa lui Khezr , care are un caracter mai neobișnuit și se pregătește în ultima zi de vineri din an. Pe această masă se mai găsește și shirberengi (orez cu lapte), spanac și încă un preparat din mazăre și ceapă, ce poarta numele de qaviyat, în care Khezr își lasă amprenta degetului pentru a arăta ca a fost prezent.
Momentul intrării în Noul An trebuie să îi surprindă pe toți membrii casei în jurul acestei mese, ținând în mână bani, existând credința că în caz contrar, persoanele respective vor petrece anul printre străini. Tot în această clipă, femeile trebuie să poarte la gât o agrafă de lemn, căci altfel lucrurile nu vor merge bine în anul care vine. Se spune că exact în momentul schimbării anului, cei cu temperament coleric, se vor grăbi să guste din laptele acru, iar flegmaticii din cel dulce.

## NevruzulînTurcia
În spațiul turcic, Nevruzul continuă să dăinuie prin tradițiile sale, însă este perceput diferit de către fiecare grup și sectă în parte, de unde și diferențele între modurile în care oamenii sărbătoresc această zi; în unele regiuni, această celebrare este foarte însuflețită, pe câtă vreme în altele trece aproape neobservată sau este marcată de reculegere și melancolie. În unele zone se organizează petreceri în aer liber, cu cântece, dans și voie bună. În alte zone este vorba de o zi dedicată celor plecați din această lume, care se celebrează prin vizite la cimitir și pomeni pentru sufletele celor decedați.
	Există însă elemente comune, observate la toată populația care sărbătorește Nevruzul, indiferent de cultul de la care se revendică sau de zona geografică în care se află. Printre aceste elemente se numără venerarea strămoșilor și a persoanelor decedate, dar și încrederea în forțele focului și apei.
Grupurile Alevi-Bektași, grupuri religioase de esență turcmenă, cu rădăcini sufıte, dar și cu influențe șiite consistente, consideră că această zi este ziua de naștere a califului Ali și ziua căsătoriei sale cu Fatima, fiica Profetului Muhammad, în timp ce pentru șiiți ziua de Nevruz este ziua în care Ali a fost ales calif; sunniții asociază de obicei sărbătoarea cu elementele din natură și cu evoluția vegetației.
În Anatolia, ziua de Nevruz este menționată cu nume precum Sultan Nevruz ("Sultanul Nevruz"), Bahar Bayramı ("Sărbătoarea primăverii"), Nevruz Çiçeği ("Floarea Nevruzului"), Bereket Bayramı ("Sărbătoarea belșugului"), Yumurta Bayramı ("Sărbătoarea ouălor"), care sugerează sfârșitul iernii grele și începutul primăverii, trezirea naturii la viață.

#### GrupurileTahtaci
Grupurile Tahtaci (lit. “lemnarii”), una dintre comunitățiile Alevi, numite astfel datorită activităților cu care se îndeletnicește, și anume cele din domeniul forestier, se numără printre “comunitățile heterodoxe de esență tribală din Turcia”. Inițial se numeau ağaçeri și au fost semnalați pentru prima oară în secolul al XIII-lea, fiind răspândiți în zonele împădurite din Muntii Taurus și de pe țărmurile mediteraneene. Dat fiind stilul lor de viață mai degrabă frust, care îi făcea să fie priviți cu neîncredere încă din vechime, sunt situați pe treapta cea mai de jos a civilizației chiar și în zilele noastre. În prezent comunitatea este formată din aproximativ trei milioane și jumătate de membri, care trăiesc în regiuni precum: Izmir, Muğla, Aydın, Denizli, Çanakkale, Antalya, Adana, Mersin, Manisa, Kütahya, Balıkesir, Bandırma sau Erdek.
În aceste medii, sărbătoarea poartă numele de Sultan Nevruz și este considerată a fi ziua în care morții se hrănesc cu mâncărurile care sunt împărțite pentru sufletele lor. Se sărbătorește pe parcursul a două zile, respectiv 22 și 23 martie, prin ieșiri la iarbă verde. Pregătirile încep pe 22 martie, când se face curățenie în case, se spală și se pregătește mâncare, printre preparate aflându-se și felurile preferate ale celor morți, pentru ca pe 23 martie, după orele prânzului, oamenii să se ducă la cimitir și să împartă bucate – gest însoțit de formula ölünün ruhuna değsin! (“să fie pentru sufletul morților!”).

#### GrupurileYörük
O altă comunitate a aceluiași ordin este și cea cunoscută sub numele de Yörük, ce provine de la verbul yörümek , care face aluzie la stilul de viață nomad care îi caracteriza pe membrii comunității în trecut. Astăzi sunt o comunitate sedentară, răspândită în zonele de coastă ale Mării Marmara și Mării Egee, dar și în estul, vestul și centrul bazinului Mării Mediterane. 
	Grupurile de Yörük sărbătoresc de Nevruz sosirea primăverii și renașterea naturii, așa încât obișnuiesc să petreacă această zi în aer liber. Cei care locuiesc la sate sărbătoresc ziua de Nevruz pe data de 22 martie, pe câtă vreme cei care locuiesc la oraș amână petrecerea pentru prima duminică ce urmează sărbătorii. 
	Cei care provin din mediul rural, în data de 22 martie pleacă spre zone de câmpie unde sunt întâmpinați cu salutul Nevruzunuz kutlu, dölünüz hayır ve bereketli olsun (“Nevruzul să vă fie fericit, sămânța de bun augur și îmbelșugată!”). Aici petrec alături de toți cei care se reunesc cu acest prilej și de ciobani, care îi cazează pe oaspeți în corturile lor, în comuniune și prietenie până la ore târzii în noapte. Este preparată mâncare din animalele sacrificate de ciobani, oamenii mănâncă, beau și se roagă împreună, iar tinerii asigură divertismentul, organizând diverse jocuri, cântând și dansând.

#### ComunitățileKarakalpak
21 martie este prilej de sărbătoare și pentru grupurile Karakalpak ("pălărie neagră"), care în regiunea Amasya, în nordul Turciei sunt cunoscuți sub numele de Șivranlılar. În cadrul acestei comunități sărbătoarea durează trei zile, începând din 19 martie până pe 21.
Aici fetele și băieții sărbătoresc separat. Fetele stabilesc în casa căreia dintre ele să se adune, și se distrează împreună, își pun dorințte. Acestora li se alătură și o femeie mai bătrână care le ghicește viitorul. La fel se întâmplă și în cazul băieților care se adună și ei la un loc și petrec până dimineața jucând diverse jocuri și făcând la rândul lor previziuni pentru viitor.
În ziua de 20 martie, se prepară un fel de mâncare numit ‘’yedilevi’’ ce se prepară din șapte feluri diferite de fructe.

#### Celebrarea în diverse ale zone ale Turciei
La cei care trăiesc în regiunea Antalya, există crendința că animalele care mănâncă iarbă proaspătă în dimineața zilei de Nevruz vor fi protejate de boli tot anul și este prezent și obiceiul de a citi anumite sure din Coran unor frunze de măslin, pe care mai apoi le aruncă în apă, zicând: Ben salayım deryaya, derya götür Mevla ya (“Eu le las mării, marea să le ducă la Mevlana”) .
Tinerii din satul Tavusker, organizează cu prilejul sărbătorii diverse întreceri sportive precum güreș ("lupte") și cirit ("sulița").	
Până în urmă cu 25-30 de ani, înainte ca oamenii să se mute de la sat la oraș, moment în care au început să își piardă tradițiile, cei care traiau în satele din Munții Asamel, când se refereau la ziua de 21 martie spuneau Gündönümü ("Întoarcerea zilei"). La această dată oamenii îmbrăcau haine noi, sacrificau animale și organizau petreceri câmpenești unde mâncau împreună ceea ce pregateau special pentru această sărbătoare: halva, kete (placintă nedospită coaptă pe vatră), ouă vopsite.	
În regiunea Aralık întâlnim cultul apei și cel al focului. În noaptea ce leagă ziua de 19 martie de cea de 20, oamenii merg și se scaldă în apele limpezi ale râurilor spunând rugăciuni și țin foarte mult să intre în noul an bând apă proaspată de izvor. Tot în această zonă oamenii sar peste foc zicând: Atıl batıl çarșamba, derdim batır Çarșamba (“Zi de miercuri, spulberă-mi necazul”) .	
În alte zone ale Turciei, oamenii cred că cei care se spală cu apă luată din pârâu înainte de răsăritul soarelui vor fi sănătoși tot anul, femeile se rostogolesc pe câmp pentru a avea belșug și tot în scopul atragerii norocului oamenii din Giresun, în dimineața de Nevruz, imediat după rugăciune aduc apă proaspată din mare sau din pârâuri, cu care stropesc casa și anexele. Există de asemenea și credința că este necesar să intre în casă pășind neaparat cu picirolul stâng.
În regiuni precum Tekirdağ, Kırklareli sau Edirne. localnicii iau pământ din mușuroaiele de furinici pe care fie îl agață în spatele ușii de la intrare sau îl împrăștie în fața ușii.
Pentru a își asigura o recoltă bogată, localnicii din aceste zone scriu pe pomii neroditori: Bu yıl da vermezsen kesileceksin (“Dacă nu rodești nici anul acesta, vei fi tăiat”) .
Oamenii cred și în puterea Nevruzului de a proteja de lucrurile rele. Din această credință, s-au născut diverse obiceiuri. De exemplu, pentru a anunța albinele că a venit primăvara și pentru a le proteja de deochi, agață o cârpă de culoare albastră în apropierea stupilor, sau în speranța că vor fi feriți de durerile de gât, beau cojile ouălor vopsite pentru ziua sărbătorii. Tot în aceasță zi, femeile culeg violete cu care își ating ochii de trei ori, crezând că în urma acestui ritual aceștia vor fi la fel de frumoși ca florile,
Un alt leac pentru boli sunt și așanumitele navruziye, mâncăruri preparate special pentru aceasta zi. Lumea crede ca cei care gustă în dimineața zilei de Nevruz din acest preparat vor fi feriti de friguri, invaliditate, reumatism și alte boli.
În sud estul regiuni Afyon, la 15 kilometri distantă de Emirdağ, se află satul Karacalar, care datorită activităților spirituale pe care le găzduiește își depășește statul de sat și este și un important centru cultural.Oamenii de aici, săbătoresc Nevruzul în data de 21 martie. Pentru ei această zi nu reprezintă doar sosirea primăverii, ci și nasterea califului Ali și ziua căsătoriei sale cu Fatima. Ritualurile de sărbătoare din această zonă au trei etape: curățenia, jertfa, rugăciunea. Oamenii încep prima etapă prin a face curat în case și în anexe, îmbracă haine noi, iar apoi merg la mausoleul lui Hak Halili și curăță împreună moscheea si mausoleul. Apoi, zicând rugaciuni jertfesc animale, din carnea cărora pregătesc diverse feluri de mâncare pe care le servesc împreună.Tot împreună, de la rugăciunea de seară și până la cină, invocă numele lui Dumnezeu dansând sema și stau de vorbă despre importanța acestei zile. După cină, petrecerea continuă cu același dans, se citesc psalmi sau versete din Coran despre familia profetului. Pentru ca anul ce vine să fie dulce, după momentele de dans, musafirii sunt serviți cu diverse dulciuri.
În regiunea Muğla, se pare ca începând cu anul 1945, o mare parte din oamenii care trăiesc pe aceste meleaguri au dat uitării această sărbătoare, în special cei care trăiesc în orașe. În câteva sate însă, Nevruzul este încă celebrat cu destul de mult fast, în ziua de 21 martie, vorbindu-se despre el cu numele de Gündönümü ("întoarcerea zilei") sau Sultan Mavruz ("Sultanul Mavruz"). Pentru cei din această zonă, această zi este considerată a fi vestitoarea primăverii, și o văd ca pe o sărtbătoare și pentru animale. Astfel încât în această zi animalele sunt lăsate scutite de treburi, fiind lăsate să se odhinească. Pentru a le feri însă de posibilele boli de peste an, sau pentru a le vindeca pe cele care deja sunt bolnave, oamenii le ating cu yılanbıcağı ("o plantă cu medicinală"). Oamenii încep pregătirile cu câteva zile înainte, vopsesc ouă fierbându-le în coji de ceapă și pregătesc felurite tipuri de mâncare, sarmale, plăcinte și kalburbastı (produse de patiserie), cei mici le urează celor mari Sultan nevruzunuz mübarek olsun ("Sultan Nevruz Fercit !"), iar pe 21 martie, familiile, apropiații pleacă împreună la iarbă verde, înainte ca soarele să răsară. Acest loc depinde foarte mult și de așezarea geografică a satelor. Dacă satul este situat pe malul mării, oamenii aleg să meargă să petreacă pe plajă, dacă este vorba de un sat fară plajă oamenii aleg locul cel mai înverzit din apropierea unei ape. Aici mănâncă împreună, beau ceai sau cafea, ascultă muzică, cântă și dansează.Mulți însă aleg să meargă în orașe la diverse mausole unde își pun dorințe. Până acum 80 de ani, în satul Karacahisar, ceremoniile de Nevruz erau făcute la școală, profesorul îi ruga pe copii să aducă ouă vopsite și mergeau împreună cu clasa să se joace. Se stabileau întâlniri și cu clasele din satele vecine, și se organizau competiții de atletism sau lupte între sate, dar și diverse alte jocuri.
În satul Fevziye, din regiunea Ortaca și în satul Çorus din Ula, sărbătoarea de Nevruz are semnificații religioase, oamenii sărbătorind ziua de naștere a califului Ali. Datorită semnificațiilor religioase în aceste zone elementele principale ale acestei zile sunt rugăciunea, curățenia și jertfa.Pentru a pregăti mâncarea pentru zilele de sărbătoare, oamenii sacrifică diverse animale: miei, capre sau cocoși, în unele sate nefiind permisă consumarea altor alimente în afara acestora.
Fiind o sărbătoare a uniunii și a bunei înțelegeri localnicii fac totul împreună, gătesc împreună, mănâncă împreună, stau de vorbă, iar seara tinerii fac demonstrații de Sema. În satul Kemliye, singura jertfă acceptată este un cocoș, fiind interzis să se mai consume și alte alimente în această zi. După tăierea jertfei, se citesc rugăciuni și nefesler ("cântece de jale") .

## Azerbaidjan
Ziua de Nevruz este foarte importantă și pentru azeri, Azerbaidjanul fiind o țară în care această sărbătoare este privită cu foarte mare interes. Deși sărbătoarea începe pe 21 martie și durează trei zile, pregătirile pentru această zi încep încă de la mijlocul lunii februarie.
	Pentru ca sărbătoarea să îi găsească curați și înnoiți, prima grijă pe care o au este curățarea generală a caselor, apoi se trece la aranjarea grădinilor și fiecare familie își cumpără haine noi. 
	Un element care nu trebuie să lipsească din nici una dintre case în ziua sărbătorii este semeni care este pus la ferestre sau pe mesele pline cu diferite feluri de mâncare și dulciuri.
	În această zi este pus foarte mare accent, pe prietenie, ajutorarea aproapelui. Oamenii se vizitează, servesc împreună din mâncărurile preparate cu această ocazie, dar se îngrijesc și de cei care au o situație financiară mai proastă, ducându-le alimente.

## Dobrogea
O altă regiune în care ziua de 21 martie este prilej de sărbătoare este și Dobrogea, unde sărbătoarea se întinde pe parcursul unei săptămâni. Aici localnicii denumesc ziua navrez, dar datorită faptului că începând cu această dată, zilele încep s crească și nopțiile se micșorează, îi mai spun și gündönümü ("întoarcerea zilei"). 
	La această dată copiii și tineri se strâng în grupuri de câte trei sau de câte opt persoane, împodobesc o creangă de copac cu flori de primăvară, iar apoi merg să colinde din casă în casă recitând diverse cântece populare.
	Colindătorii oferă stăpânilor caselor, câte o floare, menită să le vestească venirea primăverii. În schimbul acestor flori, copiii primesc bani, ouă sau diverse cadouri pe care le împart apoi între ei. Fetele poartă aceste flori în păr, deoarece cred că acestea au puterea de a le face părul să crească și le ajută inimile să rămână tinere.
	Toate satele din această zonă sărbătoresc cu mare bucurie și satele încep sa se anime, plugurile gata de treabă sunt aduse în fața porții, prin curți apar animalele (vaci, cai, oi) mâncând din iarba proaspătă.
	Pentru partea culinară, oamenii vopsesc ouă în diverse culori atât pentru a le mânca în familie, cât și pentru a le împărți celor care vin să îi colinde, fac supă de pui dar și alte preparate din carne de pui, alimente ce în credința oamenilor simbolizează belșugul.

## Macedonia
Nevruzul se bucură de faimă și în rândul turcilor care trăiesc în Macedonia, unde este cunoscut sub numele de Sultan-ı Navrız .
În această zonă, felul principal de mâncare este kavray, un tip de plăcintă, care se pregătește în ajunul sărbătorii de către gospodine, care în timp ce pregătesc aluatul în care pun un bănuț de argint, spun: Bu kolların bibirne sarıldığı gibi, ailemiz de birbirine bağlı olsun, inșallah! ("Fie ca și familia noastră să fie unită la fel ca foile plăcintei!"). 
A doua zi capul familiei împarte câte o bucată de placintă fiecarui membru al familiei, iar cel care va găsi banțul se spune ca va avea noroc tot anul.
Tot în seara de ajun, se mănâncă pulpe de miel cu fasole uscată. Gospodinele, în speranța că gospodăriile lor vor fi ferite de insecte, opresc oasele și le ascund într-un dulap în bucătărie sau le agață pe perete, apoi a doua zi înainte de ivirea zorilor, le aruncă în stradă zicând: Tahtakurular ve pireler bizde kıșladı, dıșarıda yazlasınlar! ("Puricii și moliile au iernat la noi, să petreacă vara afară!") .

## Turkmenistan
În această zonă, Nevruzul  este o sărbăoare națională prin care localnicii își iau la revedere de la vechiul an și se pregătesc să îl întâmpine pe cel nou sărbătorind cu mult fast trezirea la viață a naturii. 
	Oamenii de pe aceste meleaguri vestesc începutul sărbătorii citind poezii precum: 
	În această zi, oamenii se împacă cu cei cu care erau certați, și încearcă sa le aline suferința celor copiiilor orfani, bătrânilor sau săracilor, oferindu-le bani sau cadouri.
	La fel ca și în celelalte zone, oamenii, au mai multe ritualuri pe care le practică în această zi. Începând desigur, cu ritualul curățeniei atat a caselor cât și a sufletelor. Oamenii merg în vizită la familiile lor și le cer bătrânilor sfaturi. Merg de asemenea la cimitir, unde îngrijesc mormintele celor apropiați, dar merg și la mausoleele enitățiilor religioase.
	În general oamenii aleg să petreacă această zi în aer liber, pe malurile râurilor, lacurilor sau lângă izvoare, admirând natura transformată de venirea primăverii și organizând diverse jocuri și competiții, acompaniindu-se desigur de muzică. 
	Drintre jocurile care se organizează în această regiuni cu prilejul Nevruzului putem enumera: müküșmek ("ascunselea"), luptele, cambazlik ("diverse acrobații"), încercările tinerilor de a își arăta talentul la călărie, Üsüșme ("lupte între berbeci"), çokușma ("lupte între cocoși").
	Când vine vorba de gastronomie, cele mai răspândinte feluri de mâncare care se pregătesc pentru această zi sunt pilaful cu carne și preparatele din carne de miel, în general. De asemenea, de pe masa de sărbătoare nu pot lipsi melasa de struguri, melasa de mere, "sanza’’ (un fel de paste), dar nici Nevruz așı, un fel de mâncare preparat doar în această zi din carne și șapte tipuri de cereale, precum: grâu, năut, porumb, orz, orez.

## Jocuri și activități distractive practicate cu ocaziaNevruzului

#### Jocurile sportive
Gökböri, lit.: “lupoaica celestă”, are o istorie care se întinde până în epoci foarte vechi, existând posibilitatea să fie o tradiție rămasă chiar de la Turcii Celești, și este considerat și un antrenament pentru război. Este un joc la care participă mii de cai, care sunt hrăniți într-o manieră specială și dresați. 
Din recuzita jocului fac parte diverse animale, fie capre, fie vite, care cu o zi înainte de întrecere sunt sacrificate și cărora le sunt scoase organele. Apoi sunt umplute cu nisip și sunt lăsate pe parcursul nopții în apă. Pe terenul pe care se va desfășura întrecerea, este desenat cu var un cerc mare care se numește hallal (helal), “nevasta, perechea”, sau adalet çemberi (“cercul dreptății”), în jurul căruia se vor alinia cei care vor participa la joc. Arbitrul așează capra sau vita umplută cu nisip într-o zonă mai înaltă, iar concurenții încearcă să ia corpul animalului, care cântărește aproape 40 de kilograme. Călăreții se întrec încercând să ia unul de la celălalt leșul; cei care îl duc în hallal câștigă puncte, iar cel care adună cele mai multe puncte este declarat învingător.
Întrecerile de cai at yarıșı sunt cunoscute de foarte mult timp, fiind evocate chiar și în Divânü Lügati’t-Türk, însă doar prin termenul de yarıș (“întrecere, competiție”). În Azerbaidjan, acestea constituiau cea mai importantă parte a zilei de Nevruz, iar întrecerea din această zi era cea mai importantă a anului. Referitor la acest obicei, există un proverb foarte cunoscut: Ramazanın așından, kurbanın etinden, Nevruzun atından sakının! (“Păziți-vă de mâncarea Ramazanului, de carnea animalului de jertfă și de caii Nevruzului”).
Kıllıç sallama ("lupta cu sabia") se numără de asemenea printre cele mai importante întreceri sportive care au loc în ziua de Nevruz. Pentru acest joc se pune un înveliș din piele pe o trestie foarte lungă, iar jucătorii trebuie să lovească trestiile ca pe niște săbii, fară a atinge însă teaca din piele, fapt pentru care este nevoie de iscusință.

#### Teatrul popular
Cea de a doua categorie de forme de divertisment specfice zilei de Nevruz este constituită de piesele de teatru popular. Aceste scenete sunt interpretate de amatori, iar textele lor se bazează pe improvizație specifică teatrului popular.
Deve oyunu (“jocul cămilei”) este și el unul dintre cele mai vestite jocuri al popoarelor turcice.
	Actorii sunt tineri cărora li se așează pe cap un stup de albine, după care își pun pe umeri o scară, care reprezintă cocoașa cămilei; alți doi tineri ce țin în mână două bețe lungi la al căror capăt se afla un cap de cal întruchipează capul și gâtul cămilei; ochii acesteia sunt reprezentați de câte o oglindă. Peste tot acest ansamblu se așează o țesătură de culoare roșie sau neagră, căreia i se atașează un clopoțel, reprezentând clopoțelul de la gât.
	Jocul începe odată cu lăsarea întunericului și se joacă în mai multe moduri. În Yenigazi (sat din provincia Kars, aflată în extremitatea nord-estică a Turciei), întregul ansamblu merge să colinde în fiecare casă din sat. Stăpânul casei unde se colindă, urcă pe “cămilă” și este plimbat în schimbul unei sume de bani.

#### Concursurile de poezie
Cea de-a treia categorie de forme de divertisment este reprezentată de jocurile locale, de întrecerile de poezie și de cântecele populare, toate interpretate de tineri.
Halay este un dans popular colectiv, foarte răspândit în rândul tinerilor, interpretat de obicei cu acompaniament de tobă și zurna; el poate fi însoțit și de cântece interpretate vocal. 
	Un alt joc popular este și Yașıl yarpag ,gızıl gül (“Frunză verde, trandafir roșu”), care este jucat în general de fetele tinere. Participantele formează un cerc, ținându-se de mâini, și recită pe rând câte o scurtă poezie, la sfârșitul căreia celelalte fete rostesc în cor: Yașıl yarpag, gızıl gül și mențin ritmul, bătând din palme.

## Nevruzulîn literatură

#### Simboluri predilecte în poezia consacratăNevruzului
Nouruzul este evocat frecvent în literatură, fiind tema principală a operelor multor autori, atât turci cât și de altă naționalitate.
Aceste opere literare închinate sărbătorii Anului Nou, sunt presărate cu elemente, care prin simbolistica pe care o au, fac corelația cu semnificația generală de renaștere pe care o are Nevruzul.
Primul dintre aceste elemente este trandafirul, element care încă din antichiatate simbolizează renașterea. În aceste poezii este evocat în calitate de regele florilor și vestitorul primăverii, la fel cum se întâmplă și cu alte două elemente la fel de importante privighetoarea, laleaua și vântul. Acesta din urmă este cel care asigură înflorirea trandafirilor, răspândește miresmele în aer.

#### Nevruzulîn literatura uzbecă
Ziua Anului Nou , în operele autorilor uzbeci apare tot ca startul unui nou început sub diverse forme. Alî Șîr Nevayî, unul dintre cei mai mari autori ai secolului al XV-lea și întemeietorul literaturii de limbă ciagatai, spune în operele sale că Nevruzul este data când ziua este egală cu noaptea, în unele versuri atribuindu-i chiar o notă sfântă.
	La rândul său, una alt autor uzbec, Gedâî, spune în versurile sale că această sărbătoare este “timpul veseliei”, pentru că este începutul anotimpului în care se naște speranța, iar Nur Ali Kabul spune ca Nevruzul este un simbol al libertății.

#### Literatura consacratăNevruzuluiîn Azerbaidjan
Poeziile cu această temă sunt foarte răspândite și în Azerbaidjan, unde Nouruzul este o sărbătoare foarte importantă, care rămâne o temă de inspirație perenă atât pentru literatura cultă,  cât și pentru cea populară.  În versurile acestor poezii sunt evocate semnificațiile sărbătorii, faptul că aceasta reprezintă un nou început, dar și modul în care oamenii se pregătesc pentru întâmpinarea sărbătorii atât  material decorând casele cu flori și pregătind diverse tipuri de mâncare, dar și spiritual fiind un prilej de a își curăța sufletul renunțând la toate sentimentele negative și la toate gândurile rele, și împăcându-se cu toți cei care se certaseră pentru a petrece împreună. Novruz ahșamı/ Küsülüler barıșdi ("E seara de Nevruz/ Cei supărați s-au împăcat").

#### Nevruzulîn literatura turcă
Nevruzul a atras atenția unui număr mare de autori din zona anatoliană, de pildă Kaygusuz Abdal, Bakî, Hayalî, Șeyhî sau Ahmet Pașa. Aceștia i-au acordat un loc important în operele lor folosind, atunci când vorbeau despre el, adjective precum muhterem ("stimat") sau sultan.
Șemsettin Kubat, locuitor al satului Karacalar din regiunea Emirdağ, a scris poezii sub pseudonimul Yoksul Derviș ("Dervișul sărac"). Unele din temele sale predilecte sunt Nouruzul și semnificațiile pe care le îmbracă această zi.
În poezia Mevlidi Șerif ("Preasfânta Naștere") dedicată califului Ali evidențiază faptul că, pentru oamenii din satul său, Nevruzul echivala ziua de naștere a acestuia. Iar în poezia Navruz asociază ideea de naștere cu ideea de înnoire.

## Galerie

Haft-sin de Nevruz
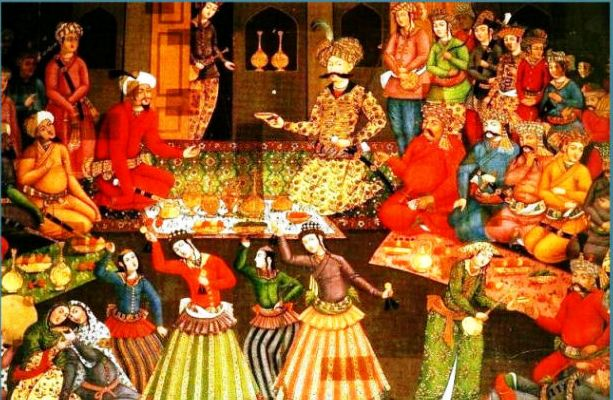
Șahul persan Abbas al II-lea și Vali Muhammad, han al Buharei, sărbătorind Nevruzul
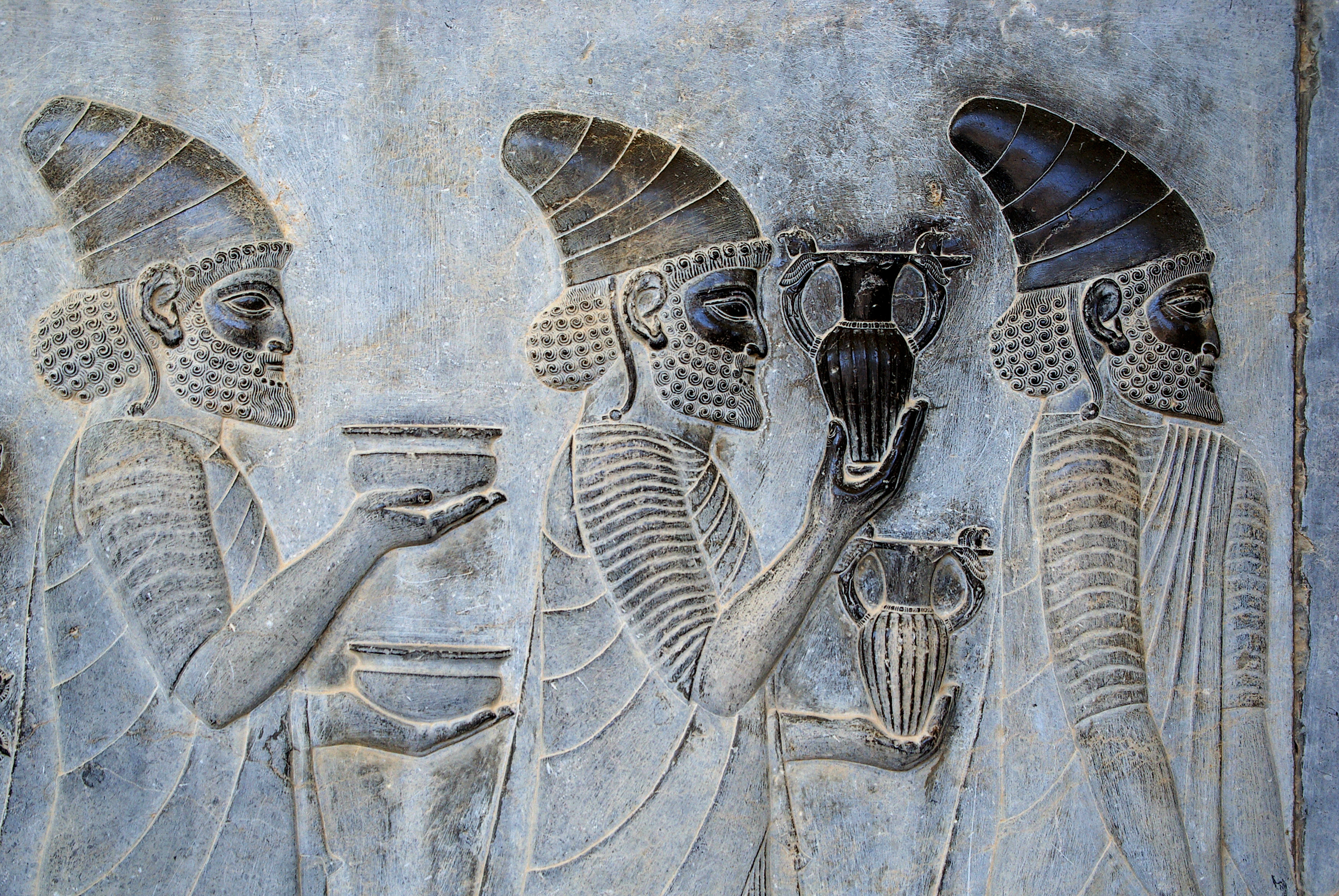
Basorelief de la Apadana, din Persepolis, arătându-i pe armeni aducându-și vinul cu care se mândresc regelui.
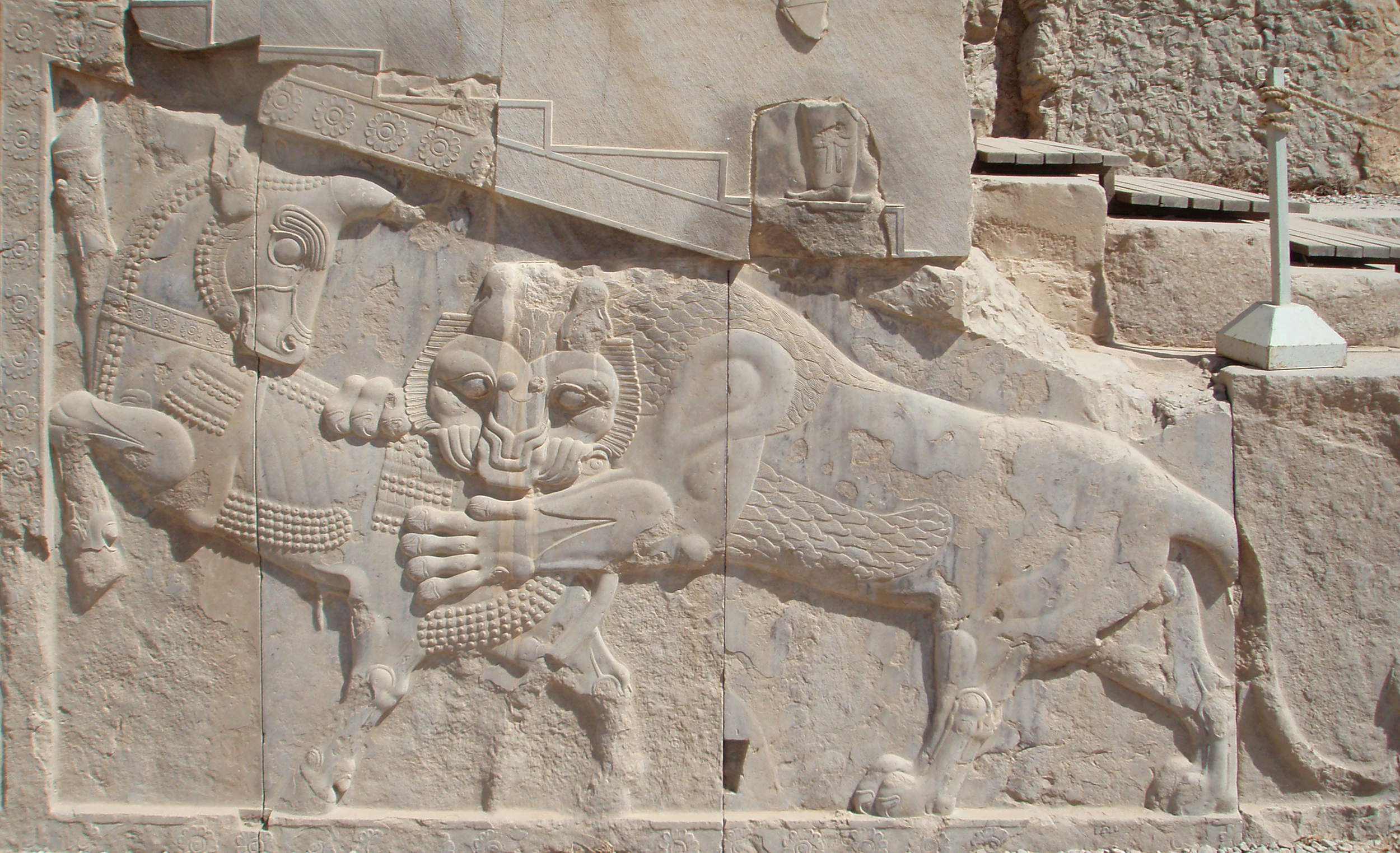
Simbol al Nevruzului de la Persepolis, capitala Imperiului ahemenid, în arta zoroastriană antică
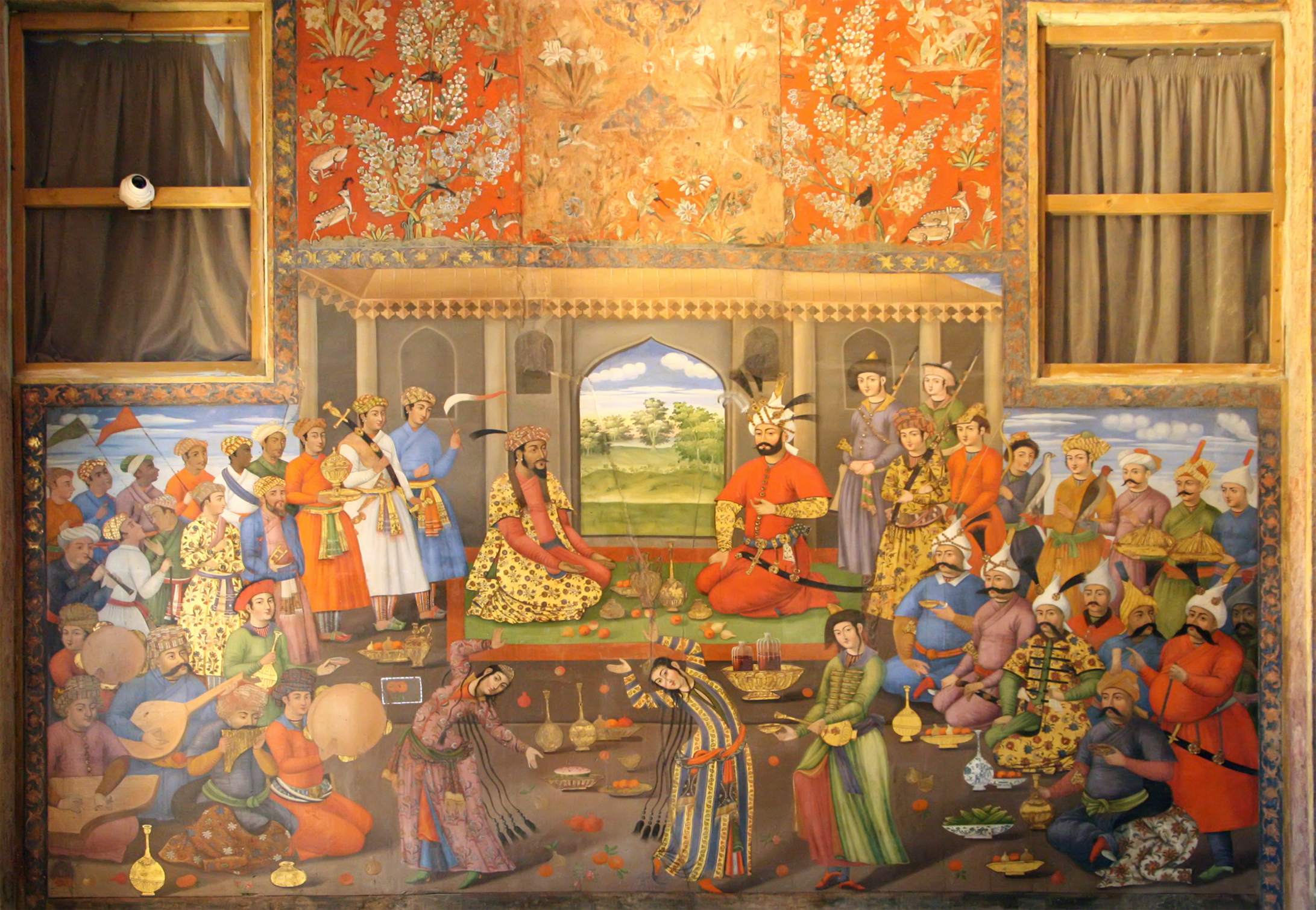
Nevruzul sărbătorit de șahul persan Tahmasp I și de padișahul mogul Humayun
Grădina Națională (Bāq-e Melli) din Teheran, de Nevruz, în 2021 d.C.
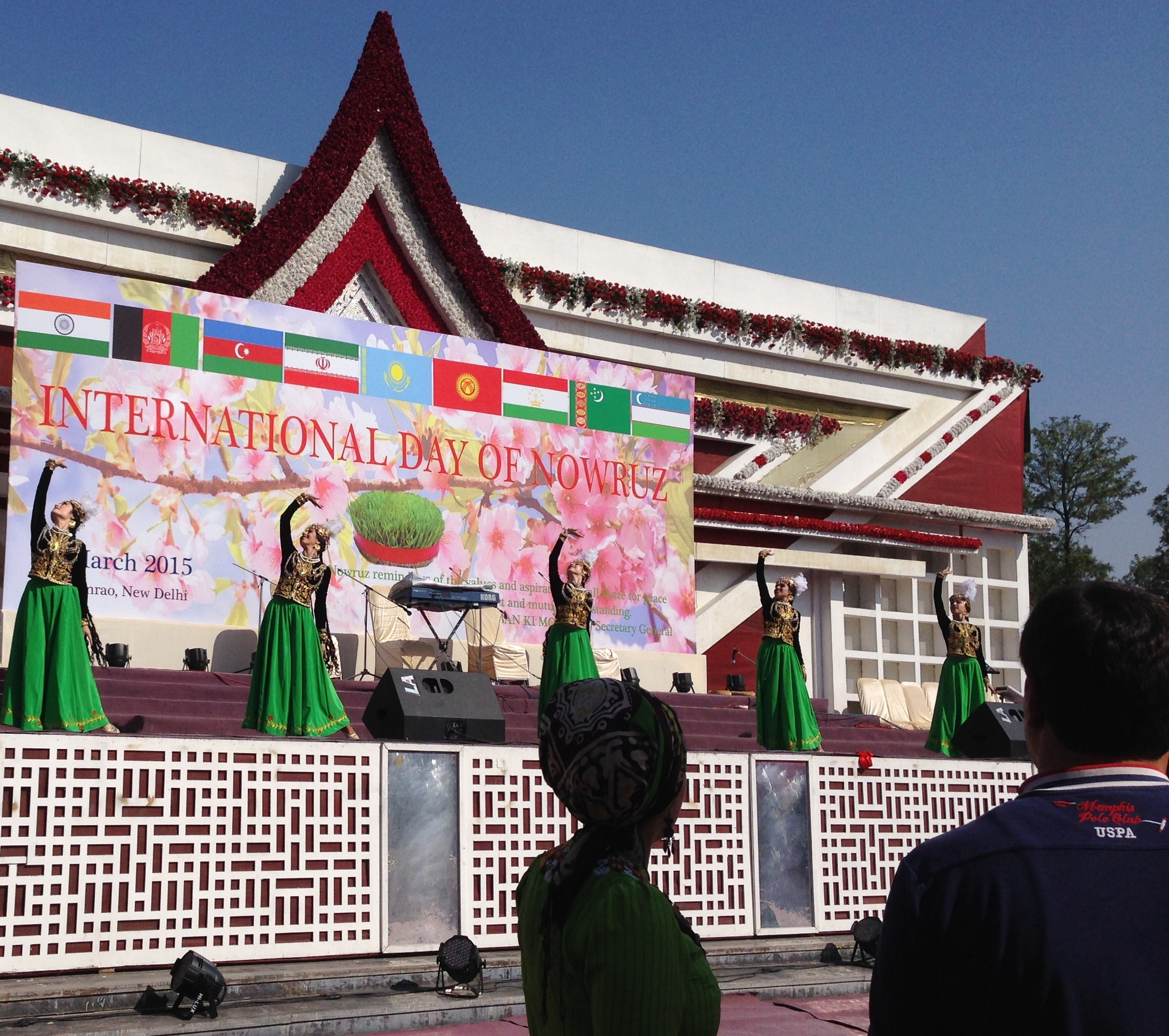
Nevruzul în 2015 d.C., la New Delhi
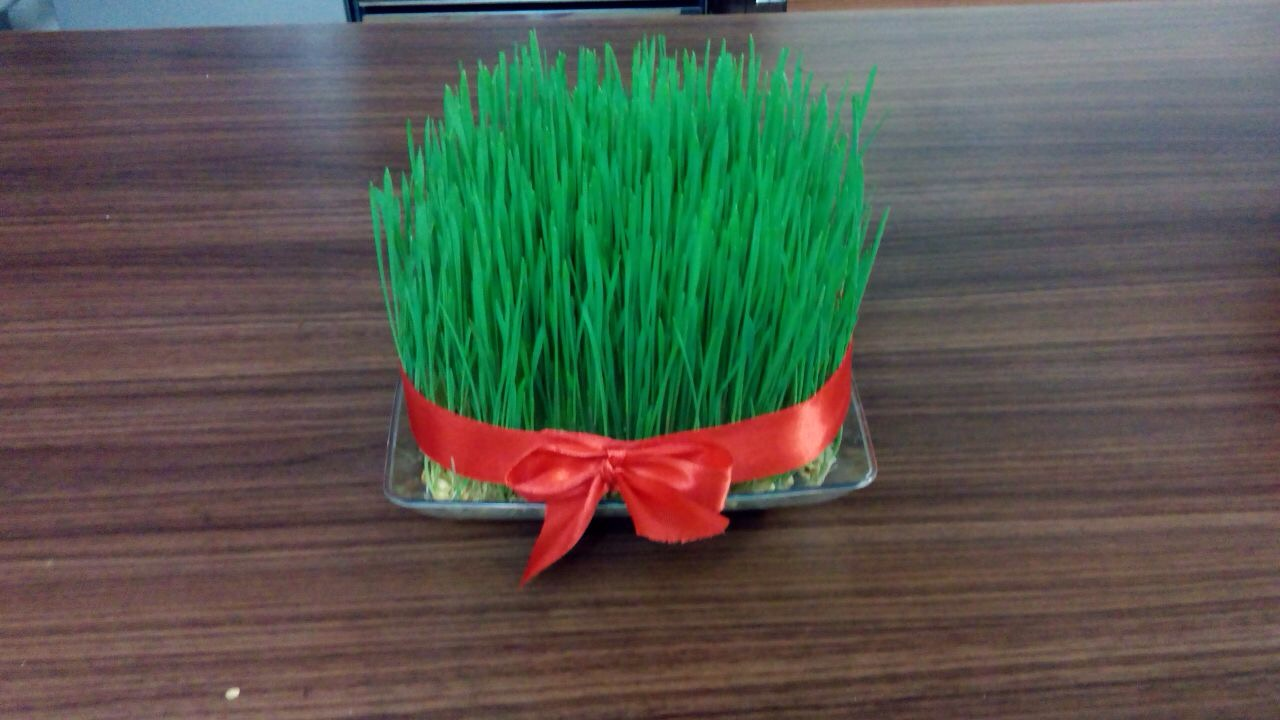
Sabzeh
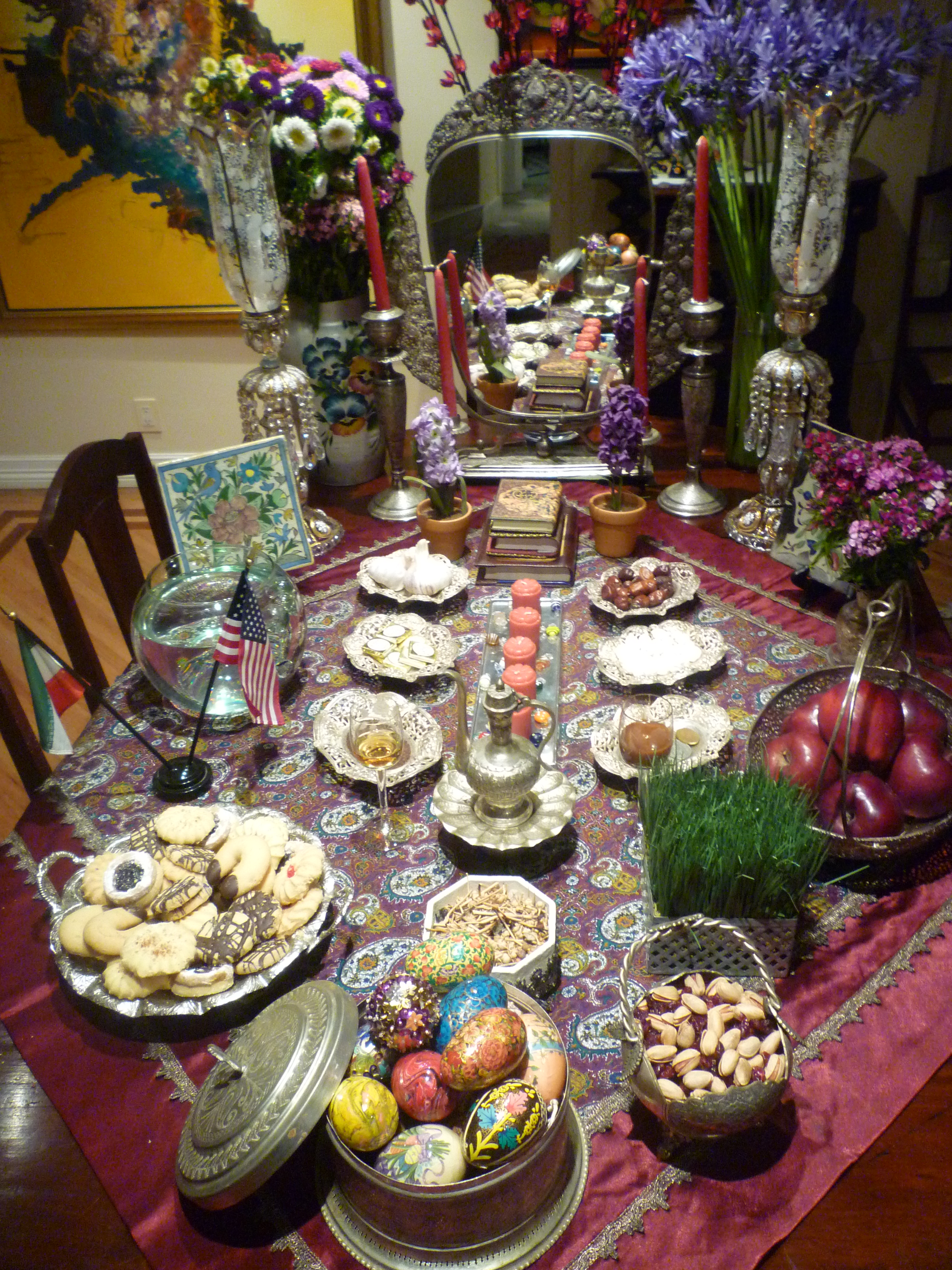
Cele 7 obiecte
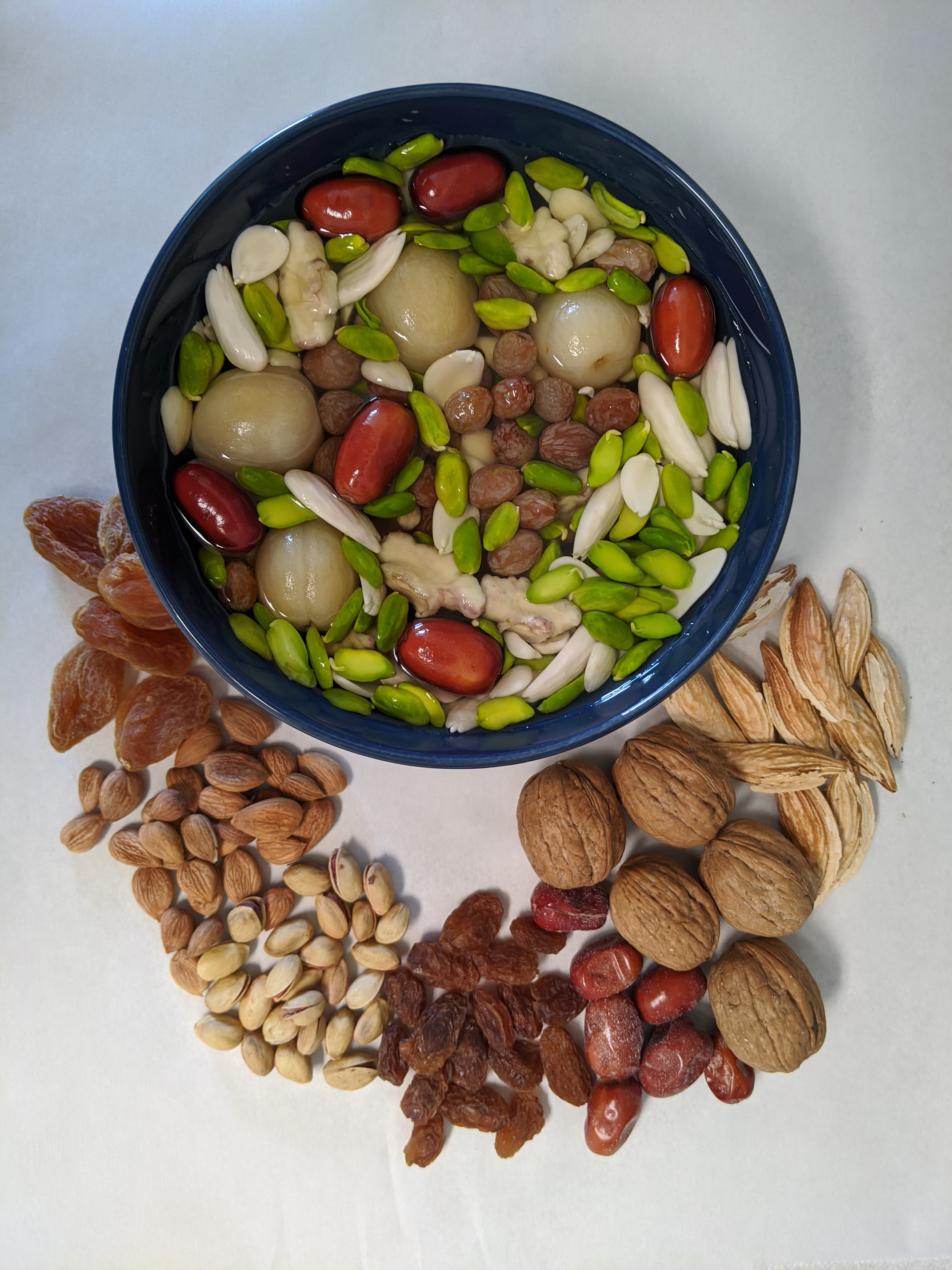
Cele 7 fructe
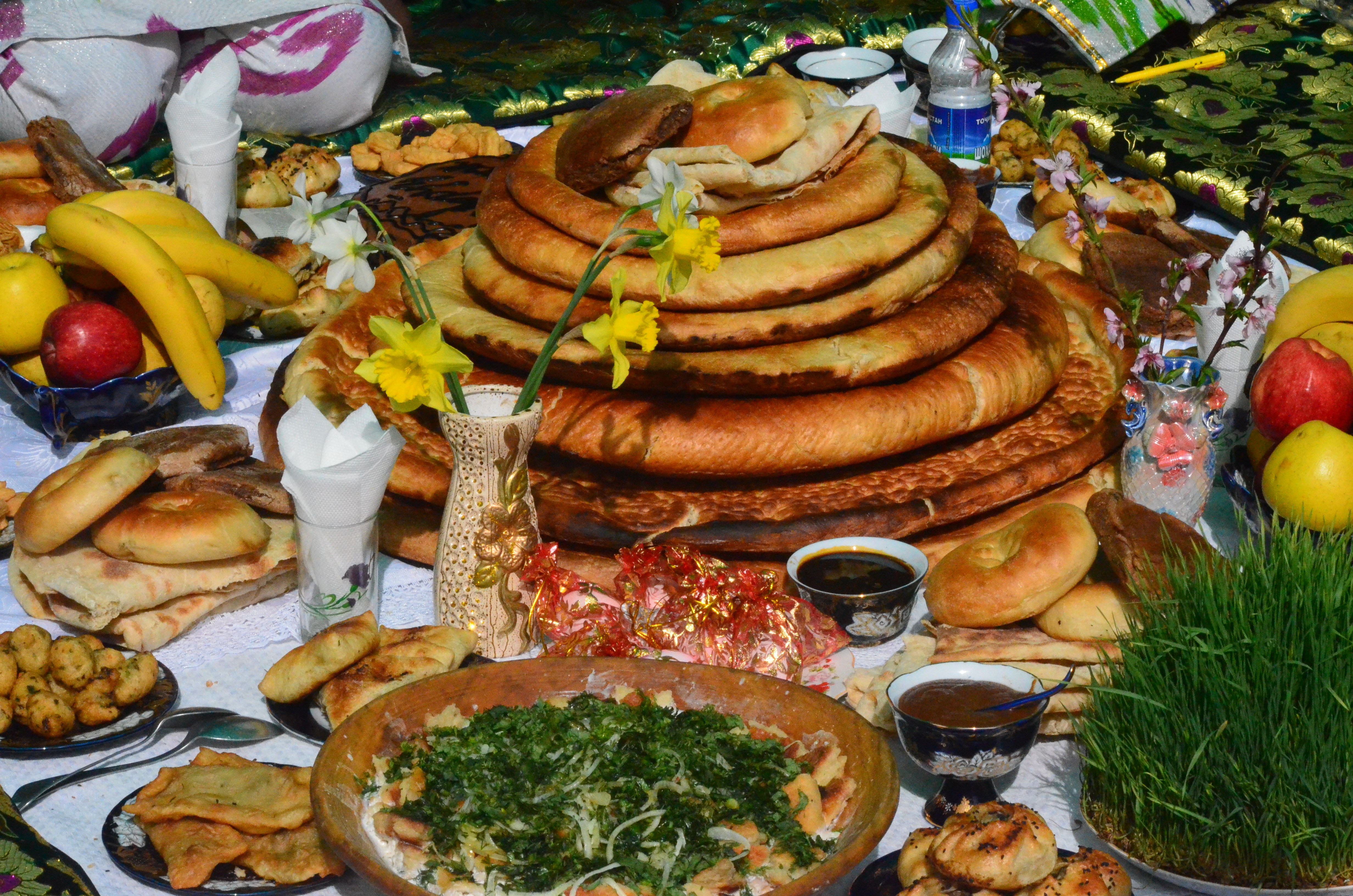
Masă tadjică pregătită de Nevruz
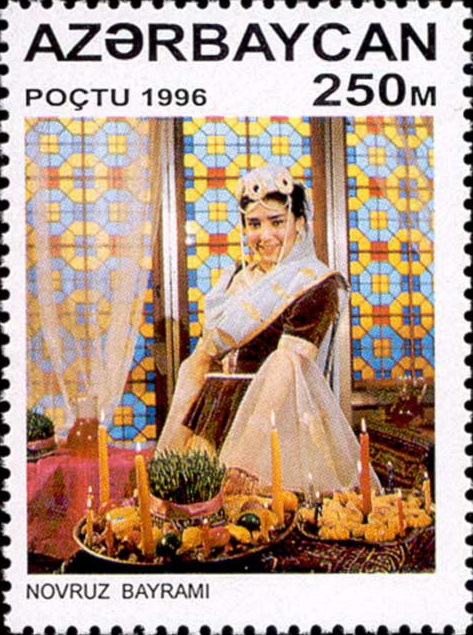
Timbru poștal azer din 1996 d.C., comemorând Nevruzul
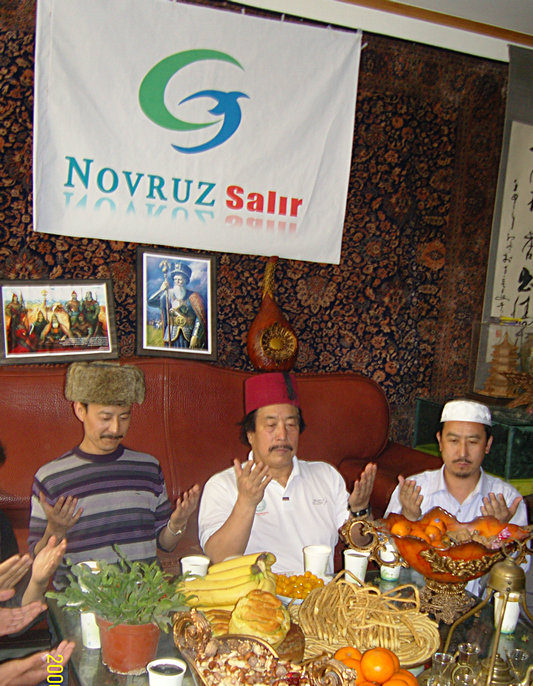
În China